# Académie Tchité Football Club
O Académie Tchité Football Club é um clube de futebol com sede em Bujumbura, Burundi. A equipe compete no Campeonato Burundiano de Futebol.

## História
O clube foi fundado na capital Bujumbura. 